# Saâcy-sur-Marne
Saâcy-sur-Marne település Franciaországban, Seine-et-Marne megyében. Lakosainak száma 1869 fő (2022. január 1.). Saâcy-sur-Marne Bussières, Citry, Jouarre, Luzancy, Méry-sur-Marne, Nanteuil-sur-Marne, Reuil-en-Brie és Saint-Cyr-sur-Morin községekkel határos.

## Népesség
A település népessége az elmúlt években az alábbi módon változott:
| Lakosok száma | 1793 | 1796 | 1840 | 1813 | 1828 | 1844 | 1859 | 1864 | 1869 |
|               | 2013 | 2015 | 2016 | 2017 | 2018 | 2019 | 2020 | 2021 | 2022 |